# Kroatien i olympiska sommarspelen 2008
Kroatien deltog i de 29:e olympiska sommarspelen 2008 i Peking i Kina med en trupp på 105 aktiva. Den kroatiska OS-truppen togs ut av Kroatiens olympiska kommitté och vid invigningen var handbollsspelaren Ivano Balić fanbärare. Vid avslutningen bars fanan av bordtennisspelaren Tamara Boroš. Av OS-truppens 105 idrottare var 20 kvinnor. 

## Medaljörer

### Silver
- Filip Ude - Gymnastik - artistisk gymnastik (bygelhäst)
- Blanka Vlašić - Friidrott - höjdhopp

### Brons
- Snježana Pejčić - Skytte - 10m luftgevär
- Sandra Šarić - Taekwondo - 67kg
- Martina Zubčić - Taekwondo - 57kg

## Basketboll
- Huvudartikel: Basketboll vid olympiska sommarspelen 2008
- Herrar

| Lag        | V | F | PF  | PA  | PDiff | Poäng |
| ---------- | - | - | --- | --- | ----- | ----- |
| Litauen    | 4 | 1 | 425 | 400 | +25   | 9     |
| Argentina  | 4 | 1 | 425 | 361 | +64   | 9     |
| Kroatien   | 3 | 2 | 399 | 380 | +19   | 8     |
| Australien | 3 | 2 | 457 | 405 | +52   | 8     |
| Ryssland   | 1 | 4 | 387 | 406 | -19   | 6     |
| Iran       | 0 | 5 | 323 | 464 | -141  | 5     |

| 2008-08-10 |         |          |
| Australien | 82 – 97 | Kroatien |
| 2008-08-12 |         |          |
| Kroatien   | 85 – 78 | Ryssland |
| 2008-08-14 |         |          |
| Argentina  | 77 – 53 | Kroatien |
| 2008-08-16 |         |          |
| Kroatien   | 73 – 86 | Litauen  |
| 2008-08-18 |         |          |
| Iran       | 57 – 91 | Kroatien |

|}
|  | Kvartsfinal | Kvartsfinal | Kvartsfinal |         |         | Semifinal | Semifinal | Semifinal |            |            | Final      | Final      | Final |
|  |             |             |             |         |         |           |           |           |            |            |            |            |       |
|  | A2          | Argentina   | 80          |         |         |           |           |           |            |            |            |            |       |
|  | B3          | Grekland    | 78          |         |         |           |           |           |            |            |            |            |       |
|  | B3          | Grekland    | 78          |         | A2      | Argentina | 81        |           |            |            |            |            |       |
|  |             |             |             |         | A2      | Argentina | 81        |           |            |            |            |            |       |
|  |             | B1          | USA         | 101     |         |           |           |           |            |            |            |            |       |
|  | B1          | B1          | USA         | 101     | USA     | 116       |           |           |            |            |            |            |       |
|  | B1          |             |             |         | USA     | 116       |           |           |            |            |            |            |       |
|  | A4          | Australien  | 85          |         |         |           |           |           |            |            |            |            |       |
|  |             |             |             |         |         |           |           |           |            |            | B1         | USA        | 118   |
|  |             |             | B2          | Spanien | 107     |           |           |           |            |            |            |            |       |
|  | B2          | Spanien     | 72          |         |         |           |           |           |            |            |            |            |       |
|  | A3          | Kroatien    | 59          |         |         |           |           |           |            |            |            |            |       |
|  | A3          | Kroatien    | 59          |         | B2      | Spanien   | 91        |           | Bronsmatch | Bronsmatch | Bronsmatch | Bronsmatch |       |
|  |             |             |             |         | B2      | Spanien   | 91        |           | Bronsmatch | Bronsmatch | Bronsmatch | Bronsmatch |       |
|  |             | A1          | Litauen     | 86      |         |           |           |           |            |            |            |            |       |
|  | A1          | A1          | Litauen     | 86      | Litauen | 94        |           | A2        | Argentina  | 87         |            |            |       |
|  | A1          |             |             |         | Litauen | 94        |           | A2        | Argentina  | 87         |            |            |       |
|  | B4          | Kina        | 68          |         |         |           |           |           |            |            | A1         | Litauen    | 75    |

## Bordtennis
- Huvudartikel: Bordtennis vid olympiska sommarspelen 2008
- Singel, herrar

| Idrottare      | Gren   | Grundomgång          | Omgång 1             | Omgång 2                    | Omgång 3                 | Omgång 4             | Kvartsfinal                | Semifinal            | Final                |
| Idrottare      | Gren   | Motståndare Resultat | Motståndare Resultat | Motståndare Resultat        | Motståndare Resultat     | Motståndare Resultat | Motståndare Resultat       | Motståndare Resultat | Motståndare Resultat |
| -------------- | ------ | -------------------- | -------------------- | --------------------------- | ------------------------ | -------------------- | -------------------------- | -------------------- | -------------------- |
| Zoran Primorac | Singel | Bye                  | Bye                  | Robert Gardos (AUT) W 4−2   | Michael Maze (DEN) W 4−2 | Yang Zi (SIN) W 4−2  | Jörgen Persson (SWE) L 1−4 | Gick inte vidare     | Gick inte vidare     |
| Tan Ruiwu      | Singel | Bye                  | Bye                  | Kishikawa Seiya (JPN) W 4−1 | Gao Ning (SIN) W 4−0     | Li Ching (HKG) W 4−2 | Wang Liqin (CHN) L 0−4     | Gick inte vidare     | Gick inte vidare     |

- Lag, herrar

| Lag       | Poäng | Matcher | Vinster | Förluster | GW | GL |
| --------- | ----- | ------- | ------- | --------- | -- | -- |
| Tyskland  | 6     | 3       | 3       | 0         | 9  | 1  |
| Kroatien  | 5     | 3       | 2       | 1         | 6  | 4  |
| Singapore | 4     | 3       | 1       | 2         | 5  | 6  |
| Kanada    | 3     | 3       | 0       | 3         | 0  | 9  |

13 augusti
| Tyskland | 3–0 | Kroatien |

14 augusti
| Singapore | 1–3 | Kroatien |
| Kroatien  | 3–0 | Kanada   |

|  | Bronsmatcher, omgång 1 | Bronsmatcher, omgång 1 | Bronsmatcher, omgång 1 | Bronsmatcher, omgång 1 | Bronsmatcher, omgång 1 | Bronsmatcher, omgång 1 | Bronsmatcher, omgång 1 |  |  | Bronsmatcher, omgång 2 | Bronsmatcher, omgång 2 | Bronsmatcher, omgång 2 | Bronsmatcher, omgång 2 | Bronsmatcher, omgång 2 | Bronsmatcher, omgång 2 | Bronsmatcher, omgång 2 |  |  | Bronsmatch | Bronsmatch | Bronsmatch | Bronsmatch | Bronsmatch | Bronsmatch | Bronsmatch |
|  |                        |                        |                        |                        |                        |                        |                        |  |  |                        |                        |                        |                        |                        |                        |                        |  |  |            |            |            |            |            |            |            |
|  |                        |                        |                        |                        |                        |                        |                        |  |  | 2                      | Sydkorea               | 3                      | 2                      | 3                      | 3                      |                        |  |  |            |            |            |            |            |            |            |
|  | 3                      | Hongkong               | 3                      | 3                      | 3                      |                        |                        |  |  | 3                      | Hongkong               | 1                      | 3                      | 2                      | 2                      |                        |  |  |            |            |            |            |            |            |            |
|  | 6                      | Kinesiska Taipei       | 0                      | 2                      | 0                      |                        |                        |  |  |                        |                        |                        |                        |                        |                        |                        |  |  | 2          | Sydkorea   | 3          | 1          | 3          | 3          |            |
|  |                        |                        |                        |                        |                        |                        |                        |  |  |                        |                        |                        |                        |                        |                        |                        |  |  | 8          | Österrike  | 1          | 3          | 0          | 0          |            |
|  |                        |                        |                        |                        |                        |                        |                        |  |  | 5                      | Japan                  | 3                      | 0                      | 2                      | 1                      |                        |  |  |            |            |            |            |            |            |            |
|  | 8                      | Österrike              | 3                      | 3                      | 2                      | 3                      |                        |  |  | 8                      | Österrike              | 0                      | 3                      | 3                      | 3                      |                        |  |  |            |            |            |            |            |            |            |
|  | 10                     | Kroatien               | 0                      | 0                      | 3                      | 1                      |                        |  |  |                        |                        |                        |                        |                        |                        |                        |  |  |            |            |            |            |            |            |            |

- Singel, damer

| Andrea Bakula | Singel | Yadira Silva Llorente (MEX) W 4−0 | Huang I-Hwa (TPE) L 1−4   | Gick inte vidare               | Gick inte vidare      | Gick inte vidare | Gick inte vidare | Gick inte vidare | Gick inte vidare |                  |                  |
| Tamara Boroš  | Singel | Bye                               | Bye                       | Nikoleta Stefanova (ITA) W 4−1 | Li Jiawei (SIN) L 1-4 | Gick inte vidare | Gick inte vidare | Gick inte vidare | Gick inte vidare | Gick inte vidare | Gick inte vidare |
| Sandra Paović | Singel | Bye                               | Lay Jian Fang (AUS) W 4−3 | Shen Yanfei (ESP) L 2−4        | Gick inte vidare      | Gick inte vidare | Gick inte vidare | Gick inte vidare | Gick inte vidare |                  |                  |

- Lag, damer

| Lag                     | Poäng | Matcher | Vinster | Förluster | GW | GL |
| ----------------------- | ----- | ------- | ------- | --------- | -- | -- |
| Kina                    | 6     | 3       | 3       | 0         | 9  | 0  |
| Österrike               | 5     | 3       | 2       | 1         | 6  | 3  |
| Kroatien                | 4     | 3       | 1       | 2         | 3  | 7  |
| Dominikanska republiken | 3     | 3       | 0       | 3         | 1  | 9  |

13 augusti
| Kina     | 3–0 | Kroatien  |
| Kroatien | 0–3 | Österrike |

14 augusti
| Kroatien | 3–1 | Dominikanska republiken |

## Boxning
- Huvudartikel: Boxning vid olympiska sommarspelen 2008

| Tävlande               | Viktklass     | Sextondelsfinal                      | Åttondelsfinal                  | Kvartsfinal          | Semifinal            | Final                |                  |
| Tävlande               | Viktklass     | Motståndare Resultat                 | Motståndare Resultat            | Motståndare Resultat | Motståndare Resultat | Motståndare Resultat |                  |
| ---------------------- | ------------- | ------------------------------------ | ------------------------------- | -------------------- | -------------------- | -------------------- | ---------------- |
| Marijo Šivolija Jelica | Lätt tungvikt | Satupaitea Farani Tavui (SAM) W RSCH | Dzhakhon Kurbanov (TJK) L 1−8   | Gick inte vidare     | Gick inte vidare     | Gick inte vidare     | Gick inte vidare |
| Marko Tomasović        | Supertungvikt |                                      | Roberto Cammarelle (ITA) L 1−13 | Gick inte vidare     | Gick inte vidare     | Gick inte vidare     | Gick inte vidare |

## Cykling
- Huvudartikel: Cykling vid olympiska sommarspelen 2008

- Landsväg, herrar

| Cyklist             | Gren      | Tid              | Placering |
| ------------------- | --------- | ---------------- | --------- |
| Radoslav Rogina     | Linjelopp | 6:26:17 (+2:38)  | 25        |
| Matija Kvasina      | Linjelopp | 6:34:26 (+10:37) | 56        |
| Matija Kvasina      | Tempolopp | 1:09.06 (+6:55)  | 38        |
| Vladimir Miholjević | Linjelopp | DNF              | DNF       |

## Friidrott
- Huvudartikel: Friidrott vid olympiska sommarspelen 2008

Förkortningar
- Noteringar – Placeringarna avser endast löparens eget heat
- Q = Kvalificerad till nästa omgång
- q = Kvalificerade sig till nästa omgång som den snabbaste idrottaren eller, i fältgrenarna, via placering utan att uppnå kvalgränsen.
- NR = Nationellt rekord
- N/A = Omgången ingick inte i grenen
- Bye = Idrottaren behövde inte delta i denna omgång

Herrar
Bana och landsväg
| Jurica Grabušić | 110 m häck | 14.18 | 7 | Gick inte vidare | Gick inte vidare | Gick inte vidare | Gick inte vidare | Gick inte vidare | Gick inte vidare |

Fältgrenar
| Idrottare          | Gren           | Kval    | Kval      | Final            | Final            |
| Idrottare          | Gren           | Distans | Placering | Distans          | Placering        |
| ------------------ | -------------- | ------- | --------- | ---------------- | ---------------- |
| András Haklits     | Släggkastning  | 77.12   | 4 Q       | 76.58            | 8                |
| Martin Marić       | Diskuskastning | 59.25   | 29        | Gick inte vidare | Gick inte vidare |
| Nedžad Mulabegović | Kulstötning    | 19.35   | 29        | Gick inte vidare | Gick inte vidare |

Damer
Bana & landsväg
| Idrottare       | Gren       | Heat     | Heat      | Semifinal        | Semifinal        | Final            | Final            |
| Idrottare       | Gren       | Resultat | Placering | Resultat         | Placering        | Resultat         | Placering        |
| --------------- | ---------- | -------- | --------- | ---------------- | ---------------- | ---------------- | ---------------- |
| Nikolina Horvat | 400 m häck | 56.65    | 6         | Gick inte vidare | Gick inte vidare | Gick inte vidare | Gick inte vidare |
| Vanja Perišić   | 800 m      | 2:06.82  | DSQ       | Gick inte vidare | Gick inte vidare | Gick inte vidare | Gick inte vidare |

Fältgrenar
| Vera Begić       | Diskuskastning | 58.50 | 22  | Gick inte vidare | Gick inte vidare | Gick inte vidare | Gick inte vidare |
| Ivana Brkljačić  | Släggkastning  | 68.38 | 16  | Gick inte vidare | Gick inte vidare |                  |                  |
| Sanja Gavrilović | Släggkastning  | 60.55 | 45  | Gick inte vidare | Gick inte vidare |                  |                  |
| Blanka Vlašić    | Höjdhopp       | 1.93  | 6 Q | 2.05             | 2                |                  |                  |

## Gymnastik
- Huvudartikel: Gymnastik vid olympiska sommarspelen 2008

### Artistisk gymnastik
Herrar
| Gymnast   | Gren       | Kval    | Kval    | Kval    | Kval    | Kval    | Kval    | Kval   | Kval      | Final            | Final            | Final            | Final            | Final            | Final            | Final            | Final            |
| Gymnast   | Gren       | Redskap | Redskap | Redskap | Redskap | Redskap | Redskap | Totalt | Placering | Redskap          | Redskap          | Redskap          | Redskap          | Redskap          | Redskap          | Totalt           | Placering        |
| Gymnast   | Gren       | F       | PH      | R       | V       | PB      | HB      | Totalt | Placering | F                | PH               | R                | V                | PB               | HB               | Totalt           | Placering        |
| --------- | ---------- | ------- | ------- | ------- | ------- | ------- | ------- | ------ | --------- | ---------------- | ---------------- | ---------------- | ---------------- | ---------------- | ---------------- | ---------------- | ---------------- |
| Filip Ude | Fristående | 14.775  | i.u.    | i.u.    | i.u.    | i.u.    | i.u.    | 14.775 | 41        | Gick inte vidare | Gick inte vidare | Gick inte vidare | Gick inte vidare | Gick inte vidare | Gick inte vidare | Gick inte vidare | Gick inte vidare |
| Filip Ude | Bygelhäst  | i.u.    | 15.475  | i.u.    | i.u.    | i.u.    | i.u.    | 15.475 | 3 Q       | i.u.             | 15.725           | i.u.             | i.u.             | i.u.             | i.u.             | 15.725           | 2                |

Damer
| Gymnast    | Gren     | Kval    | Kval    | Kval    | Kval    | Kval   | Kval      | Final            | Final            | Final            | Final            | Final            | Final            |
| Gymnast    | Gren     | Redskap | Redskap | Redskap | Redskap | Totalt | Placering | Redskap          | Redskap          | Redskap          | Redskap          | Totalt           | Placering        |
| Gymnast    | Gren     | F       | V       | UB      | BB      | Totalt | Placering | F                | V                | UB               | BB               | Totalt           | Placering        |
| ---------- | -------- | ------- | ------- | ------- | ------- | ------ | --------- | ---------------- | ---------------- | ---------------- | ---------------- | ---------------- | ---------------- |
| Tina Erceg | Mångkamp | 13.700  | 13.650  | 11.825  | 14.075  | 53.250 | 57        | Gick inte vidare | Gick inte vidare | Gick inte vidare | Gick inte vidare | Gick inte vidare | Gick inte vidare |

## Handboll
- Huvudartikel: Handboll vid olympiska sommarspelen 2008

Herrar
Gruppspel
| Nr | Land      | SM | V | O | F | GM  | IM  | MS  | Poäng |
| -- | --------- | -- | - | - | - | --- | --- | --- | ----- |
| 1  | Frankrike | 5  | 4 | 1 | 0 | 148 | 115 | +33 | 9     |
| 2  | Polen     | 5  | 3 | 1 | 1 | 147 | 128 | +19 | 7     |
| 3  | Kroatien  | 5  | 3 | 0 | 2 | 140 | 115 | +25 | 6     |
| 4  | Spanien   | 5  | 3 | 0 | 2 | 152 | 145 | +7  | 6     |
| 5  | Brasilien | 5  | 1 | 0 | 4 | 129 | 153 | -24 | 2     |
| 6  | Kina      | 5  | 0 | 0 | 5 | 104 | 164 | -60 | 0     |

Slutspel
|  | Kvartsfinal | Kvartsfinal | Kvartsfinal |           |           | Semifinal | Semifinal | Semifinal |            |            | Final      | Final      | Final |
|  |             |             |             |           |           |           |           |           |            |            |            |            |       |
|  | A2          | Polen       | 30          |           |           |           |           |           |            |            |            |            |       |
|  | B3          | Island      | 32          |           |           |           |           |           |            |            |            |            |       |
|  | B3          | Island      | 32          |           | B3        | Island    | 36        |           |            |            |            |            |       |
|  |             |             |             |           | B3        | Island    | 36        |           |            |            |            |            |       |
|  |             | A4          | Spanien     | 30        |           |           |           |           |            |            |            |            |       |
|  | B1          | A4          | Spanien     | 30        | Sydkorea  | 24        |           |           |            |            |            |            |       |
|  | B1          |             |             |           | Sydkorea  | 24        |           |           |            |            |            |            |       |
|  | A4          | Spanien     | 29          |           |           |           |           |           |            |            |            |            |       |
|  |             |             |             |           |           |           |           |           |            |            | B3         | Island     | 23    |
|  |             |             | A1          | Frankrike | 28        |           |           |           |            |            |            |            |       |
|  | B2          | Danmark     | 24          |           |           |           |           |           |            |            |            |            |       |
|  | A3          | Kroatien    | 26          |           |           |           |           |           |            |            |            |            |       |
|  | A3          | Kroatien    | 26          |           | A3        | Kroatien  | 23        |           | Bronsmatch | Bronsmatch | Bronsmatch | Bronsmatch |       |
|  |             |             |             |           | A3        | Kroatien  | 23        |           | Bronsmatch | Bronsmatch | Bronsmatch | Bronsmatch |       |
|  |             | A1          | Frankrike   | 25        |           |           |           |           |            |            |            |            |       |
|  | A1          | A1          | Frankrike   | 25        | Frankrike | 27        |           | A4        | Spanien    | 35         |            |            |       |
|  | A1          |             |             |           | Frankrike | 27        |           | A4        | Spanien    | 35         |            |            |       |
|  | B4          | Ryssland    | 24          |           |           |           |           |           |            |            | A3         | Kroatien   | 29    |

## Kanotsport
Slalom
| Emir Mujčinović | Herrarnas C-1 slalom | 95.41 | 15 | 93.90 | 15 | 189.31 | 15 | Gick inte vidare | Gick inte vidare | Gick inte vidare | Gick inte vidare | Gick inte vidare | Gick inte vidare |

Sprint
| Kanotist      | Gren                 | Heat     | Heat      | Semifinal | Semifinal | Final    | Final     |
| Kanotist      | Gren                 | Tid      | Placering | Tid       | Placering | Tid      | Placering |
| ------------- | -------------------- | -------- | --------- | --------- | --------- | -------- | --------- |
| Stjepan Janić | Herrarnas K-1 500 m  | 1:37.724 | 3 QS      | 1:41.689  | 1 Q       | 1:38.729 | 9         |
| Stjepan Janić | Herrarnas K-1 1000 m | 3:31.369 | 2 QS      | 3:33.942  | 2 Q       | 3:30.495 | 7         |

## Rodd
Herrar
| Idrottare                  | Gren              | Heat    | Heat      | Återkval | Återkval  | Semifinal | Semifinal | Final   | Final     | Final |
| Idrottare                  | Gren              | Tid     | Placering | Tid      | Placering | Tid       | Placering | Tid     | Placering |       |
| -------------------------- | ----------------- | ------- | --------- | -------- | --------- | --------- | --------- | ------- | --------- | ----- |
| Nikša Skelin Siniša Skelin | Tvåa utan styrman | 7:16,35 | 4 R       | 6:38,30  | 2 SA/B    | 7:14,50   | 6 FB      | 7:12,19 | 12        |       |
| Ante Kušurin Mario Vekić   | Dubbelsculler     | 6:27,38 | 2 SA/B    | BYE      | BYE       | 6:24,89   | 4 FB      | DNS     | 12        |       |

## Segling
Herrar
| Seglare                              | Gren    | Lopp | Lopp | Lopp | Lopp   | Lopp | Lopp | Lopp | Lopp | Lopp | Lopp | Lopp | Summerad poäng | Finalplacering |
| Seglare                              | Gren    | 1    | 2    | 3    | 4      | 5    | 6    | 7    | 8    | 9    | 10   | M*   | Summerad poäng | Finalplacering |
| ------------------------------------ | ------- | ---- | ---- | ---- | ------ | ---- | ---- | ---- | ---- | ---- | ---- | ---- | -------------- | -------------- |
| Luka Mratović                        | RS:X    | 29   | 32   | 34   | 33     | 34   | 34   | 20   | 23   | 32   | 29   | EL   | 265            | 32             |
| Luka Radelić                         | Laser   | 26   | 15   | 7    | 21     | 1    | 21   | 3    | 16   | 17   | CAN  | EL   | 101            | 12             |
| Šime Fantela Igor Marenić            | 470     | 18   | 6    | 9    | 30 OCS | 12   | 17   | 6    | 7    | 15   | 1    | 8    | 107            | 9              |
| Marin Lovrović, Jr. Siniša Mikuličić | Starbåt | 15   | 5    | 14   | 13     | 4    | 14   | 4    | 14   | 15   | 15   | EL   | 98             | 15             |

M = Medaljlopp; EL = Eliminerad – gick inte vidare till medaljloppet;
Damer
| Seglare             | Gren         | Lopp | Lopp | Lopp | Lopp | Lopp | Lopp | Lopp | Lopp | Lopp | Lopp | Lopp | Summerad poäng | Finalplacering |
| Seglare             | Gren         | 1    | 2    | 3    | 4    | 5    | 6    | 7    | 8    | 9    | 10   | M*   | Summerad poäng | Finalplacering |
| ------------------- | ------------ | ---- | ---- | ---- | ---- | ---- | ---- | ---- | ---- | ---- | ---- | ---- | -------------- | -------------- |
| Mateja Petronijević | Laser radial | 8    | 9    | 5    | 4    | 19   | 19   | 13   | 21   | 22   | CAN  | EL   | 98             | 11             |

M = Medaljlopp; EL = Eliminerad – gick inte vidare till medaljloppet;
Öppen
| Seglare                  | Gren      | Lopp | Lopp | Lopp | Lopp | Lopp   | Lopp | Lopp | Lopp | Lopp | Lopp | Lopp | Lopp | Lopp | Lopp | Lopp | Lopp | Summerad poäng | Finalplacering |
| Seglare                  | Gren      | 1    | 2    | 3    | 4    | 5      | 6    | 7    | 8    | 9    | 10   | 11   | 12   | 13   | 14   | 15   | M*   | Summerad poäng | Finalplacering |
| ------------------------ | --------- | ---- | ---- | ---- | ---- | ------ | ---- | ---- | ---- | ---- | ---- | ---- | ---- | ---- | ---- | ---- | ---- | -------------- | -------------- |
| Ivan Kljaković Gašpić    | Finnjolle | 7    | 10   | 10   | 8    | 16     | 9    | 1    | 13   | 18   | CAN  | CAN  | i.u. | i.u. | i.u. | i.u. | i.u. | 76             | 8              |
| Petar Cupać Pavle Kostov | 49er      | 14   | 16   | 16   | 18   | 20 OCS | 11   | 9    | 19   | 18   | 10   | 17   | 10   | CAN  | CAN  | CAN  | EL   | 158            | 17             |

M = Medaljlopp; EL = Eliminerad – gick inte vidare till medaljloppet;

## Simning
- Huvudartikel: Simning vid olympiska sommarspelen 2008

## Skytte
- Huvudartikel: Skytte vid olympiska sommarspelen 2008

## Taekwondo
| Idrottare      | Gren            | Åttondelsfinaler     | Kvartsfinaler         | Semifinaer            | Återkval               | Bronsmatch           | Final                | Final     |
| Idrottare      | Gren            | Motståndare Resultat | Motståndare Resultat  | Motståndare Resultat  | Motståndare Resultat   | Motståndare Resultat | Motståndare Resultat | Placering |
| -------------- | --------------- | -------------------- | --------------------- | --------------------- | ---------------------- | -------------------- | -------------------- | --------- |
| Martina Zubčić | Damernas −57 kg | Gatterer (ISR) W 4–3 | Nunes (BRA) W 3–2     | Tanrıkulu (TUR) L 3–5 | Bye                    | Su L-w (TPE) W 5–4   | Gick inte vidare     | 3         |
| Sandra Šarić   | Damernas −67 kg | Rivero (PHI) W 4–1   | Hwang K-S (KOR) L 1–3 | Gick inte vidare      | Al-Maktoum (UAE) W 4–0 | Ocasio (PUR) W 5–1   | Gick inte vidare     | 3         |

## Tennis
| Spelare                   | Gren       | Omgång 1                                                    | Omgång 2                                                    | Åttondelsfinaler                                            | Kvartsfinaler                                               | Semifinaler                                                 | Final / BM                                                  | Final / BM                                                  |
| Spelare                   | Gren       | Motståndare Poäng                                           | Motståndare Poäng                                           | Motståndare Poäng                                           | Motståndare Poäng                                           | Motståndare Poäng                                           | Motståndare Poäng                                           | Placering                                                   |
| ------------------------- | ---------- | ----------------------------------------------------------- | ----------------------------------------------------------- | ----------------------------------------------------------- | ----------------------------------------------------------- | ----------------------------------------------------------- | ----------------------------------------------------------- | ----------------------------------------------------------- |
| Marin Čilić               | Herrsingel | Mónaco (ARG) W 6–4, 6–7(5–7), 6–3                           | González (CHI) L 4–6, 2–6                                   | Gick inte vidare                                            | Gick inte vidare                                            | Gick inte vidare                                            | Gick inte vidare                                            | Gick inte vidare                                            |
| Ivo Karlović              | Herrsingel | Drog sig ur på grund av skada den 8 augusti 2008            | Drog sig ur på grund av skada den 8 augusti 2008            | Drog sig ur på grund av skada den 8 augusti 2008            | Drog sig ur på grund av skada den 8 augusti 2008            | Drog sig ur på grund av skada den 8 augusti 2008            | Drog sig ur på grund av skada den 8 augusti 2008            | Drog sig ur på grund av skada den 8 augusti 2008            |
| Ivan Ljubičić             | Herrsingel | Drog sig ur på grund av skada den 9 augusti 2008            | Drog sig ur på grund av skada den 9 augusti 2008            | Drog sig ur på grund av skada den 9 augusti 2008            | Drog sig ur på grund av skada den 9 augusti 2008            | Drog sig ur på grund av skada den 9 augusti 2008            | Drog sig ur på grund av skada den 9 augusti 2008            | Drog sig ur på grund av skada den 9 augusti 2008            |
| Ivan Ljubičić Marin Čilić | Herrdubbel | Drog sig ur på grund av Ljubičićs skada den 10 augusti 2008 | Drog sig ur på grund av Ljubičićs skada den 10 augusti 2008 | Drog sig ur på grund av Ljubičićs skada den 10 augusti 2008 | Drog sig ur på grund av Ljubičićs skada den 10 augusti 2008 | Drog sig ur på grund av Ljubičićs skada den 10 augusti 2008 | Drog sig ur på grund av Ljubičićs skada den 10 augusti 2008 | Drog sig ur på grund av Ljubičićs skada den 10 augusti 2008 |

## Vattenpolo
- Huvudartikel: Vattenpolo vid olympiska sommarspelen 2008